# El Perelló
El Perelló település Spanyolországban, Tarragona tartományban. El Perelló L'Ampolla, Tortosa, L'Ametlla de Mar, Tivenys, Rasquera és Tivissa községekkel határos. Lakosainak száma 2907 fő (2024).

## Népesség
A település népessége az elmúlt években az alábbi módon változott:
| Lakosok száma | 92   | 4134 | 4074 | 3765 | 3677 | 2355 | 3303 | 3155 | 2770 | 2907 |
|               | 1717 | 1900 | 1940 | 1960 | 1986 | 2005 | 2010 | 2014 | 2019 | 2024 |